# 環ADP核糖
環ADP核糖（Cyclic ADP Ribose；cADPR）是一種環狀腺嘌呤核苷酸，含有兩個磷酸基團、兩個核糖，以及一個腺嘌呤鹼基，是一種鈣信號（calcium signaling）的第二信使。

## 功能
cADPR可作為傳遞钙信号的細胞內信使。它是雷諾丁受體的别构调节分子，在低濃度下促進鈣的釋放。高濃度的咖啡因能活化雷諾丁受體，這被認為是由於咖啡因作為cADPR的作用。目前還不清楚這種影響是否是由於cADPR直接與雷諾丁受體結合，還是間接透過與FKBP12.6結合。

## 代謝
cADPR和ADPR由CD38家族的雙功能外酶從NAD+合成（也包括GPI錨定的CD157和軟體動物海兔的特定單功能ADP核糖環化酶）。相同的酶也能夠將cADPR水解為ADPR。催化作用透過共價結合中間體進行。水解反應被ATP抑制，cADPR可能會聚集。 CD38家族酶對cADPR的合成和降解分別涉及 N1-糖苷鍵的形成和水解。 2009年，報告了第一個能夠水解cADPR的磷酸酐鍵（即兩個磷酸基團之間的鍵）的酶。
SARM1和其他含有TIR結構域的蛋白質也催化NAD+形成cADPR。

## 外部連結
- http://www.tc.umn.edu/~leehc/ （页面存档备份，存于）